# Domenico Figini
Domenico Figini (1780 – 1849) è stato un politico italiano.

## Biografia
Avvocato, fu  Deputato del Regno di Sardegna nella I legislatura, eletto nel collegio di Serravalle.